# Billboard Music Awards 2018
La cérémonie Billboard Music Awards 2018 a lieu le 20 mai 2018 au MGM Grand Garden Arena à Las Vegas dans le Nevada et est diffusée en direct sur NBC.
En France, la cérémonie a été retransmise le 21 mai 2018 sur NRJ Hits.

## Performance
| Artistes                            | Titre des chansons         |
| ----------------------------------- | -------------------------- |
| Ariana Grande                       | No Tears Left to Cry       |
| Christina Aguilera et Demi Lovato   | Fall in Line               |
| BTS                                 | Fake Love (en)             |
| Camila Cabello et Pharrell Williams | Sangria Wine (en) / Havana |
| Macklemore et Kesha                 | Good Old Days (en)         |
| Kelly Clarkson                      |                            |
| Janet Jackson                       |                            |
| John Legend                         | A Good Night (en)          |
| Dua Lipa                            | New Rules                  |
| Jennifer Lopez                      | Dinero (en)                |
| Shawn Mendes                        | In My Blood                |
| Shawn Mendes et Khalid              | Youth (en)                 |
| Salt-N-Pepa et En Vogue             |                            |

## Nominations

### Top artistes
- Drake
- Kendrick Lamar
- Bruno Mars
- Ed Sheeran
- Taylor Swift
- BTS

### Top nouveaux artistes
- 21 Savage
- Camila Cabello
- Cardi B
- Khalid
- Kodak Black

### Top artistes masculins
- Drake
- Kendrick Lamar
- Bruno Mars
- Post Malone
- Ed Sheeran
- BTS

### Top artistes féminins
- Camila Cabello
- Cardi B
- Halsey
- Demi Lovato
- Taylor Swift

### Top duo / groupe
- The Chainsmokers
- Coldplay
- Imagine Dragons
- Migos
- U2

### Top artistes du Billboard 200
- Drake
- Kendrick Lamar
- Ed Sheeran
- Chris Stapleton
- Taylor Swift

### Top album du Billboard 200
- More Life – Drake
- DAMN. – Kendrick Lamar
- Stoney – Post Malone
- ÷ (Divide) – Ed Sheeran
- reputation – Taylor Swift

### Top artistes 100% chaud
- Imagine Dragons
- Kendrick Lamar
- Bruno Mars
- Post Malone
- Ed Sheeran

### Top chansons 100% chaud
- Despacito – Luis Fonsi et Daddy Yankee featuring Justin Bieber
- Humble. – Kendrick Lamar
- That's What I Like – Bruno Mars
- Rockstar – Post Malone featuring 21 Savage
- Shape of You – Ed Sheeran

### Top chansons vendus des artistes
- Imagine Dragons
- Kendrick Lamar
- Bruno Mars
- Post Malone
- Ed Sheeran

### Top albums vendus
- DAMN. – Kendrick Lamar
- Beautiful Trauma – Pink
- ÷ (Divide) – Ed Sheeran
- From A Room: Volume 1 (en) – Chris Stapleton
- reputation – Taylor Swift

### Top chansons vendus
- Despacito – Luis Fonsi et Daddy Yankee featuring Justin Bieber
- Body Like a Back Road (en) – Sam Hunt
- Believer – Imagine Dragons
- Thunder – Imagine Dragons
- Perfect – Ed Sheeran

### Top artistes aux radios
- Halsey
- Imagine Dragons
- Bruno Mars
- Charlie Puth
- Ed Sheeran

### Top chansons diffusée aux radios
- Something Just like This – The Chainsmokers et Coldplay
- Believer – Imagine Dragons
- That's What I Like – Bruno Mars
- Attention – Charlie Puth
- Shape of You – Ed Sheeran

### Top artistes en streaming
- Cardi B
- Drake
- Kendrick Lamar
- Post Malone
- Ed Sheeran

### Top chansons en streaming (audio)
- Despacito – Luis Fonsi et Daddy Yankee featuring Justin Bieber
- Humble. – Kendrick Lamar
- XO Tour Llif3 – Lil Uzi Vert
- Rockstar – Post Malone featuring 21 Savage
- Congratulations – Post Malone featuring Quavo

### Top chansons en streaming (vidéo)
- Bodak Yellow (Money Moves) – Cardi B
- Despacito – Luis Fonsi et Daddy Yankee featuring Justin Bieber
- Gucci Gang (en) – Lil Pump
- That's What I Like – Bruno Mars
- Shape of You – Ed Sheeran

### Top collaboration
- Camila Cabello featuring Young Thug (Havana)
- The Chainsmokers et Coldplay (Something Just like This)
- Luis Fonsi et Daddy Yankee featuring Justin Bieber (Despacito)
- French Montana featuring Swae Lee (Unforgettable)
- Post Malone featuring 21 Savage (Rockstar)

### Top artistes en tournées
- Coldplay
- Guns N' Roses
- Bruno Mars
- Ed Sheeran
- U2

### Top artistesRNB
- Chris Brown
- Khalid
- Bruno Mars
- SZA
- The Weeknd

### Top artistes RNB masculins
- Khalid
- Bruno Mars
- The Weeknd

### Top artistes RNB féminins
- Beyoncé
- Rihanna
- SZA

## Nominations multiples
| Nominations | Artistes                        |
| ----------- | ------------------------------- |
| 15          | Kendrick Lamar                  |
| 15          | Bruno Mars                      |
| 15          | Ed Sheeran                      |
| 13          | Post Malone                     |
| 11          | Imagine Dragons                 |
| 9           | Drake                           |
| 8           | Cardi B                         |
| 8           | Justin Bieber                   |
| 7           | Luis Fonsi                      |
| 7           | Daddy Yankee                    |
| 6           | The Chainsmokers                |
| 5           | 21 Savage                       |
| 5           | Coldplay                        |
| 5           | Sam Hunt                        |
| 5           | Chris Stapleton                 |
| 5           | Taylor Swift                    |
| 4           | Camila Cabello                  |
| 4           | Khalid                          |
| 4           | U2                              |
| 4           | The Weeknd                      |
| 3           | Anthony Brown et group therAPy  |
| 3           | Kane Brown                      |
| 3           | Elevation Worship               |
| 3           | Florida Georgia Line            |
| 3           | Travis Greene                   |
| 3           | J.J. Hairston & Youthful Praise |
| 3           | Hillsong Worship                |
| 3           | Kygo                            |
| 3           | Lil Uzi Vert                    |
| 3           | Linkin Park                     |
| 3           | Demi Lovato                     |
| 3           | MercyMe                         |
| 3           | Migos                           |
| 3           | Ozuna                           |
| 3           | Portugal. The Man               |
| 3           | Thomas Rhett                    |
| 3           | SZA                             |
| 2           | Beyoncé                         |
| 2           | Tasha Cobbs Leonard             |
| 2           | Luke Combs                      |
| 2           | French Montana                  |
| 2           | Guns N' Roses                   |
| 2           | Halsey                          |
| 2           | Calvin Harris                   |
| 2           | Hillsong United                 |
| 2           | Tamela Mann                     |
| 2           | ODESZA                          |
| 2           | Charlie Puth                    |
| 2           | Quavo                           |
| 2           | Rihanna                         |
| 2           | Romeo Santos                    |
| 2           | Swae Lee                        |
| 2           | Zach Williams                   |